# Ardahšir II.
Ardahšir II., včasih tudi Artakskerks II., je bil kralj Perzije, ki je vladal v 1. stoletju pr. n. št. kot vazal Partskega cesarstva,  * ni znano, † ni znano.
Njegovo ime je zapisano na srebrni čaši v napisu v srednjeperzijskem jeziku. Nasledil ga je Vahšir.